# Mars 1992

## Événements
- 1er mars : Grand Prix automobile d'Afrique du Sud.
- 2 mars : l’Ouzbékistan, l’Azerbaïdjan, l’Arménie, le Kirghizistan et le Tadjikistan deviennent membres des Nations unies
- 4 mars : dissolution du Front islamique du salut (FIS).
- 7 Mars : Première diffusion de la série Sailor Moon au Japon.
- 12 mars : l'île Maurice devient une république.
- 15 mars : référendum pour une nouvelle constitution au Congo.
- 17 mars :
  - Les troupes britanniques quittent définitivement Gibraltar
  - Succès du référendum sur la participation des Noirs à la vie politique en Afrique du Sud. Frederik de Klerk obtient l’abolition de l’apartheid à l’issue d’un référendum organisé pour les seuls Blancs.
- 22 mars : 
  - élections en Thaïlande.
  - Formule 1 : Grand Prix automobile du Mexique.
- 31 mars : 
  - Adoption par le Conseil de sécurité des Nations unies de la résolution 748 : début de l'embargo contre la Libye.
  - Traité refondant la fédération de Russie.

## Naissances
- 2 mars : Lai Pin-yu, femme politique taïwanaise.
- 6 mars : Sam Bankman-Fried, entrepreneur et investisseur américain.
- 10 mars : Emily Osment, actrice américaine.
- 12 mars : Noureddin Bongo Valentin, Haut Fonctionnaire Gabonais, Coordinateur général des Affaires présidentielles gabonaise depuis 2019.
- 13 mars : 
  - Kaya Scodelario, actrice britannique.
  - Ozuna, chanteur portoricain.
- 15 mars : Thea Garrett, chanteuse maltaise.
- 16 mars : Reymin Guduan, joueur de baseball dominicain.
- 17 mars :
  - Julien Bernard, coureur cycliste sur route français.
  - Mona Mestiaen, boxeuse française.
  - Pauline Peyraud-Magnin, footballeuse française.
  - Yeltsin Tejeda, footballeur costaricien.
- 21 mars : 
  - Jordi Amat, footballeur espagnol.
  - Jimmy Yacabonis, joueur américain de baseball.
- 23 mars : Kyrie Irving, basketteur américain.
- 24 mars : Justine de Jonckheere, Miss Belgique 2011.
- 27 mars : Marc Muniesa, footballeur espagnol (FC Barcelone).
- 28 mars :
  - Sergi Gómez, footballeur espagnol.
  - Liam Hess (de), acteur britannique.

## Décès
- 6 mars : Maria Elena Vieira da Silva, peintre portugaise (° 13 juin 1908).
- 9 mars : Arthur Van De Vijver, coureur cycliste belge (° 29 février 1948).
- 14 mars : Jean Poiret, acteur, réalisateur et scénariste français (° 17 août 1926).
- 15 mars : Martin Serre, joueur français de rugby à XIII  (° 19 décembre 1909).
- 20 mars : Georges Delerue, compositeur et directeur musical de films (° 12 mars 1925).
- 23 mars : Friedrich Hayek, économiste de l'École autrichienne (° 8 mai 1899).
- 28 mars : Nikolaos Platon, archéologue grec (° 8 janvier 1909).
- 30 mars : Amédée Fournier, coureur cycliste français (° 7 février 1912).